# Raduň
Raduň település Csehországban, a Opavai járásban. Raduň Opava és Vršovice településekkel határos. Lakosainak száma 1184 fő (2024. január 1.).

## Népesség
A település lakosságának változását az alábbi diagram mutatja:
| Lakosok száma | 565  | 560  | 589  | 913  | 965  | 943  | 1052 | 1112 | 1142 | 1184 |
|               | 1869 | 1900 | 1921 | 1961 | 1980 | 2011 | 2016 | 2019 | 2021 | 2024 |